# Neoterebra riosi
Neoterebra riosi é uma espécie de gastrópode do gênero Neoterebra, pertencente a família Terebridae.